# Samuel Golejewski
Samuel Golejewski herbu Kościesza – polski hrabia, właściciel ziemski.

## Życiorys
Wywodził się z rodu hrabiowskiego Golejewskich herbu Kościesza. Rodzina Golejewskich pierwotnie pochodziła z ziemi mazowieckiej z Golejowa w powiecie bielskim. Jedna z linii rodu 8 lutego 1783 w Wiedniu otrzymała tytuł hrabiów galicyjskich z dodatkiem herbowym.
Był właścicielem dóbr Krzywcze wraz z miejscowościami Babińce, Filipcze, Chudiowce w obwodzie czortkowskim, Świerzkowce w powiecie kamienieckim, a od 1823 Hlibowa w powiecie tarnopolskim. Został członkiem Stanów Galicyjskich z grona magnatów w 1817
Poślubił Wiktorię Matuszewicz herbu Łabędź (chorążanka mińska). Miał z nią synów Samuela (powstaniec listopadowy, zm. 1846 lub 1848), Jana Beatryka Antoniego (1798-1862, właściciel dóbr Krzywcze, członek Stanów Galicyjskich z 1838, teść Szczęsnego Koziebrodzkiego) i Tadeusza (powstaniec listopadowy, zm. 1855) oraz córkę Marię (ur. 1804 lub 1805, zm. 1893, żona sąsiedniego właściciela ziemskiego Cyryla Czarkowskiego). Rodzina Golejewskich wygasła po mieczu 28 października 1893.